# Ниеминен, Ану
Ану Ниеминен (фин. Anu Nieminen, в девичестве Векстрём (фин. Weckström); 16 декабря 1977, Хельсинки, Финляндия) —  бывшая финская бадминтонистка.

## Биография
Родилась 16 декабря 1977 года в Хельсинки. В 1996 году переехала на постоянное место жительства в Данию.
Представляла Финляндию на 4-х  Олимпийских  играх. В 2000 году Ану уступила во втором раунде японке Канако Йонекуре, в 2004  поражение её ждало в 1/32 финала от Каори Мори из Японии. Спустя четыре года финка вновь достигла второго раунда, проиграв там представляющей Германию Ху Хуайвен. В 2012 году Ану Ниеминен не прошла групповой этап.
Ану — 12-кратная чемпионка Финляндии в одиночном разряде (никому не уступала титул с 1996 по 2004 годы). В паре с сестрой Ниной она выиграла шесть золотых наград в парном разряде. Также на её счету 3 победы в миксте.
По завершении карьеры игрока переключилась на тренерскую работу. Тренирует своих подопечных в Copenhagen Badminton Center. Среди учеников Ниеминен  — Нанна Вайнио.

### Личная жизнь
В 2005 году стала встречаться с теннисистом Яркко  Ниеминеном. В 2006-м они поженились.